# Crookgate Bank
Crookgate Bank – wieś w Anglii, w hrabstwie Durham. Leży 17 km na północny zachód od miasta Durham i 392 km na północ od Londynu.